# حسن معاصر
حسن معاصر فرزند  ملا اسماعیل اعمی حافظ القرآن (یکی از روحانیون عالم و فقیه کرمان) در سال ۱۲۷۸ خورشیدی در کرمان متولد شد. تحصیلات ابتدائی و متوسطه را در کرمان در مدرسه دولتی احمدی و مدرسه مرسلین انگلیس به پایان رساند سپس عازم تهران شد. در سال ۱۳۰۲ وارد خدمت دولت شد و در وزارت دارائی به عنوان مترجم انگلیسی به کار مشغول شد. در سال ۱۳۰۶ زمان علی اکبر داور وارد خدمت دادگستری شد و پس از گذراندن دوره اول آموزشگاه قضایی وارد خدمت قضائی گردید. 
در اواخر سال ۱۳۱۶ بنا به پیشنهاد وزارت جنگ و به دستور رضا شاه مأمور خدمت در وزارت جنگ گردید و به عنوان معاون دادستان ارتش منصوب شد. در ادامه در سال ۱۳۱۹ با حفظ رتبه قضائی به سمت کفالت دادستانی ارتش رسید و در مدت همین مأموریت لایحه قانون دادرسی و کیفر ارتش مصوبه سال ۱۳۱۸ از طرف او با شرکت کمیسیون مخصوصی تهیه و به تصویب مجلس رسید و به همین مناسبت در سال ۱۳۱۹ بنا به پیشنهاد وزارت جنگ از طرف شورای عالی فرهنگ یک قطعه نشان علمی به او اعطا گردید. مأموریت خدمت او در وزارت جنگ در اوایل سال ۱۳۲۱ پایان یافته و به وزارت دادگستری بازگشت. 
در اواخر همین سال خدمت دولت را ترک نمود و به شغل وکالت دادگستری روی آورد تا اینکه در اواخر سال ۱۳۳۱ مجدداً از طرف وزارت دادگستری به خدمت دعوت شد و به سمت دادیار دیوان عالی کشور منصوب شد. در اوائل سال ۱۳۳۲ با داشتن سمت دادیاری دیوان عالی کشور به عنوان دادستان دادگاه عالی انتظامی قضات ارتش منصوب و پس از انحلال دادگاه مزبور مدتی به عنوان مشاور حقوقی وزارت جنگ و بعد از آن هم در دیوان عالی کشور تا زمان بازنشستگی به خدمت ادامه داد. 
حسن معاصر در سال ۱۳۴۲ به منظور مطالعه در سیستم قضائی انگلستان مسافرتی به آن کشور نمود و ضمن این مطالعه خود در مدت حدود شش ماه اقامت در لندن با استفاده از قانون مخصوص حفظ اسناد دولتی انگلستان در صدد مطالعه اسناد و گزارش‌های مربوط به استقرار مشروطیت در ایران که از طرف وزرای مختار وقت انگلستان در تهران به وزارت امور خارجه در لندن فرستاده می‌شد برآمد و پس از مطالعه و تهیه کپی از آن‌ها در بازگشت کتابی با عنوان «تاریخ استقرار مشروطیت در ایران» (مستخرجه از اسناد محرمانه وزارت امور خارجه انگلستان) تألیف نمود که چاپ اول آن در سال ۱۳۴۸ و چاپ دوم آن در سال ۱۳۵۳ منتشر گردید. این کتاب مستند، تمام وقایع و مقدمات انقلاب و قیام مردم برای برانداختن حکومت استبدادی دوره قاجار و استقرار مشروطیت را از آخر سلطنت مظفرالدین شاه تا زمان خلع محمد علی شاه و پناه بردن او به سفارت روسیه آن طور که واقع شده و مرتباً از سوی سفارت انگلستان در تهران به وزارت امور خارجه انگلستان گزارش می‌شده‌است تشریح نموده و مسائل بسیاری را که در این باره تاکنون مجهول یا مبهم بوده یا خلاف واقع وانمود شده‌است روشن می‌نماید که بسیار جالب و عبرت‌انگیز است؛ و می‌توان گفت که این کتاب یکی از منابع مستند و گویا دربارهٔ تاریخ استقرار مشروطیت در ایران است.
حسن معاصر در ۱۹ مرداد ۱۳۵۸ در سن هشتاد سالگی در گذشت و در بهشت زهرا مقبره خانوادگی به خاک سپرده شد (برگرفته از زندگینامه خود نوشت حسن معاصر که در سال ۱۳۴۷ به درخواست وزارت اطلاعات و جهانگردی نوشته شده‌است)